# يان غليك
يان غليك (بالإنجليزية: Ian Glick)‏ هو محام بالقضاء العالي بريطاني، ولد في 18 يوليو 1948.